# Broughton (Scottish Borders)
Broughton ist eine Ortschaft im Westen der schottischen Council Area Scottish Borders beziehungsweise in der traditionellen Grafschaft Peeblesshire. Sie liegt rund sieben Kilometer östlich von Biggar und 13 Kilometer südwestlich von Peebles am Südrand der Hügelgruppe Broughton Heights. Durch Broughton fließt das Biggar Water, das südöstlich der Ortschaft in den Oberlauf des Tweed mündet.

## Geschichte
In der unmittelbaren Umgebung Broughtons finden sich Spuren frühgeschichtlicher Besiedlung. So umgeben die Überreste mehrerer Hillforts die Ortschaft, von denen Dreva Fort zu den bedeutendsten zählt.
Möglicherweise war Broughton bereits im 7. Jahrhundert ein frühchristlicher Standort. Die ältesten Fragmente der ruinösen, denkmalgeschützten Broughton Old Parish Church stammen vermutlich aus dem 12. Jahrhundert.
Zwischen Broughton und Peebles befand sich einst das Tower House Hill House. Im frühen 19. Jahrhundert entstand an diesem Standort das Schloss Stobo Castle. Mit Mossfennan House, Rachan House und Broughton Place befanden sich drei Herrenhäuser in der Umgebung. Der Vertraute des schottischen Thronprätendenten Charles Edward Stuart, John Murray of Broughton, bewohnte Broughton House, das 1773 niederbrannte. Die heutige gleichnamige Villa wurde zwischen 1935 und 1938 für den Mediziner Thomas Renton Elliott erbaut.
Zwischen 1961 und 1971 stieg die Einwohnerzahl Broughtons von 154 auf 182 an.

## Verkehr
Die A701 (Edinburgh–Dumfries) bildet die Hauptverkehrsstraße von Broughton. Sie bindet die Ortschaft im Norden an die A72 (Hamilton–Galashiels) an. In Broughton mündet die aus Forth kommende B7016 ein.
Im Jahre 1860 erhielt Broughton einen eigenen Bahnhof an der neugegründeten Symington, Biggar and Broughton Railway, die später in die Caledonian Railway integriert wurde. In den 1960er Jahren wurde die Strecke aufgelassen.